# Kurt Marowsky
Kurt Marowsky (* 25. Oktober 1895 in Berlin; † 3. Februar 1945 ebenda) war ein deutscher Polizeibeamter.

## Leben und Tätigkeit
Marowsky trat nach dem Ersten Weltkrieg in den Polizeidienst ein. Nach der Machtergreifung durch die Nationalsozialisten 1933 wurde er in die neugebildete Geheime Staatspolizei übernommen. Im Jahr 1933 befasste sich Marowsky im Rahmen der kriminalistischen Untersuchung des Reichstagsbrandes insbesondere mit der Vernehmung von potentiellen Wissensträgern über den Vorgang. Insbesondere vernahm er mehrmals den später als angeblichen Reichstagsbrandstifter hingerichteten Marinus van der Lubbe. Benjamin Hett kennzeichnet Marowsky in seiner Studie über den Reichstagsbrand aufgrund seiner Gewohnheit, körperliche Gewalt bei der Einvernahme von Verdächtigen und Zeugen zur Anwendung zu bringen, als „ein sogar nach Gestapo-Standards für seine Brutalität berüchtigter Mann“, der laut Hett routinemäßig „Drohungen, Nötigung und Bestechung“ angewendet haben soll. Im Herbst 1933 nahm Marowsky als kriminalistischer Zeuge am Reichstagsbrandprozess teil.
Während des Zweiten Weltkriegs wirkte Marowsky als Kriminalassistent an den Ermittlungen der Geheimen Staatspolizei gegen den Hitler-Attentäter Georg Elser sowie gegen die Widerstandsgruppe Rote Kapelle mit.
Marowsky starb während des alliierten Bomberangriffs auf Berlin am 3. Februar 1945, als er bei der Zerstörung des Gebäudes des Geheimen Staatspolizeiamtes durch einen Bombentreffer einen Schädelbruch erlitt.